# 小野梓

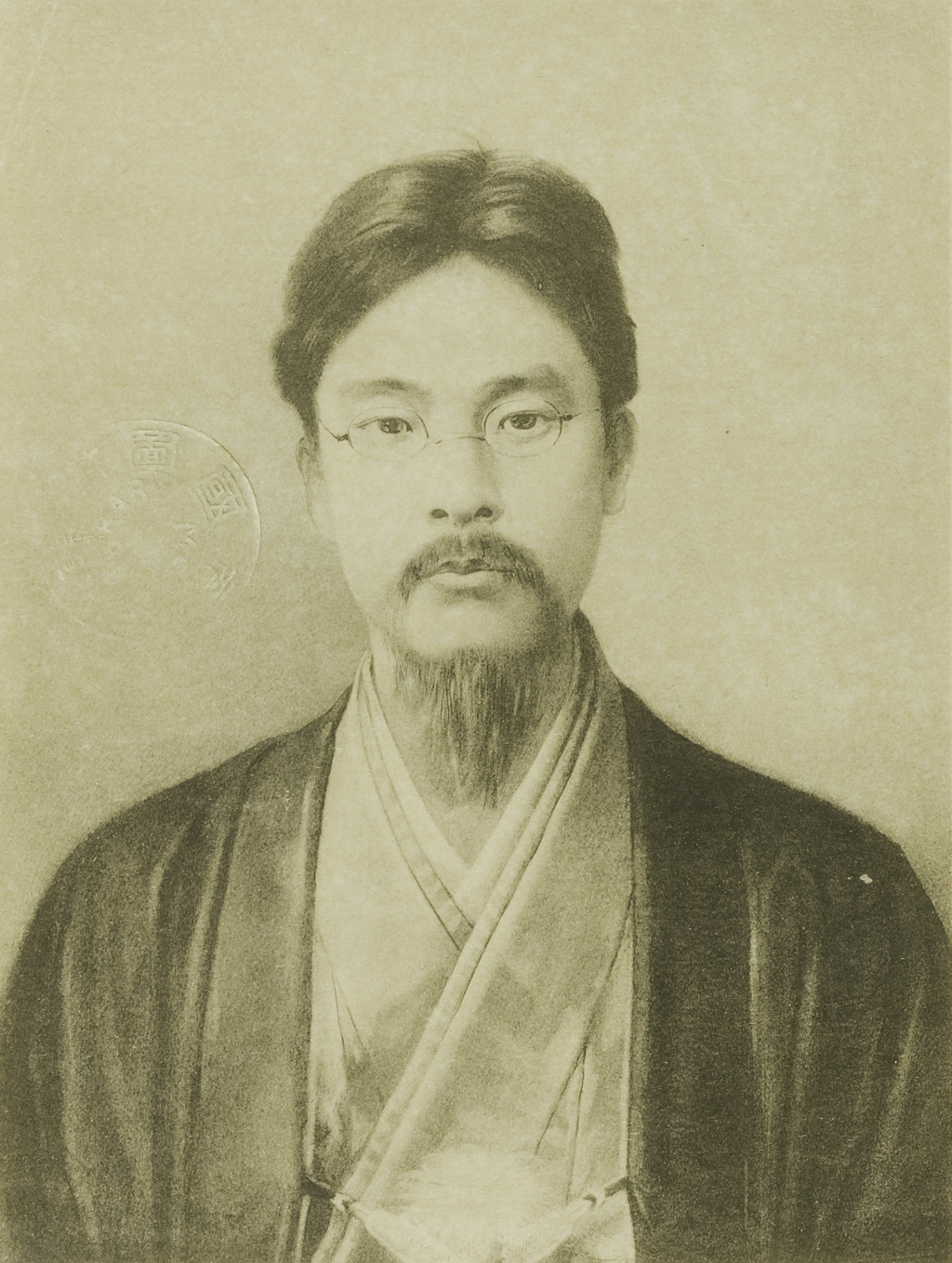
小野梓

小野 梓（おの あずさ、1852年3月10日（嘉永5年2月20日） - 1886年（明治19年）1月11日）は、日本の法学者。明治の政治運動家。専門は英米法。

## 概略
土佐国宿毛（高知県宿毛市）出身。男性。親友であった大隈重信を助け、東京専門学校（現在の早稲田大学）の創立の中心者で早稲田大学建学の母と言われている。ジェレミ・ベンサムの思想を分析した。

## 来歴
- 1852年3月10日（嘉永5年2月20日）: 土佐国幡多郡宿毛に軽格武士の小野節吉・助野の次男として生まれる。幼名は一（てついち、𪚥一）。
- 1869年（明治2年）: 東京に出て昌平学校で学ぶ[1]。
- 1870年（明治3年）: 上海に渡航し、西洋留学の志を得る[2]。
- 1871年（明治4年）: 春頃から横浜の修文館でアメリカ・オランダ改革派の宣教師サミュエル・ブラウンから英語を学び、バーレーの「万国史」の翻訳に務める[2]。
- 1872年（明治5年）
  - 3月26日 : 米国留学のため、横浜からアメリカ号でサンフランシスコへ向け出航[2]。
  - マサチューセッツ州のウィリストン・セミナリーに大関増勤ら日本人留学生5人で入学。同校は札幌農学校（現・北海道大学）初代校長のクラーク博士の出身校として知られる[2]。
  - ニューヨーク市の隣のブリックリンに単身移動し、1873年夏頃まで滞在。滞在中、ジョンソンから法学の個人指導を受ける[2]。
- 1873年（明治6年）-1874年（明治7年）:英国に留学[2]。
- 1874年（明治7年）: 啓蒙団体「共存同衆」を結成。
- 1876年（明治9年）: 司法省官吏となり、後5年間在職。
- 1882年（明治15年）: 3月、大隈重信の幕下として立憲改進党を結成。10月、東京専門学校（現・早稲田大学）を創立。
- 1885年（明治18年）: 主著『国憲汎論』の著述を完了。
- 1886年（明治19年）1月11日 : 肺結核のため自宅で没する。享年33歳。同月14日、「願入院釈東洋居士」の戒名が付けられ、東京谷中の天王寺墓地に埋葬される。

## 著作

### 著書
- 『国憲汎論』 上、丸家善七、1882年12月。全国書誌番号:49011996。
- 『国憲汎論』 中、丸家善七、1883年4月。全国書誌番号:49011996。
- 『国憲汎論』 下、東洋館書店、1885年9月。全国書誌番号:49011996。
  - 『国憲汎論』 上（再版）、丸家善七、1883年7月。NDLJP:990835 NDLJP:2937345。
  - 『国憲汎論』 中（再版）、集成社書店、1886年9月。NDLJP:990835 NDLJP:2937346。
  - 『国憲汎論』（合本版）東洋館書店、1885年12月。全国書誌番号:21319457。
  - 『国憲汎論』（第4版）博文堂、1891年11月。NDLJP:2937344。
  - 『国憲汎論』高田早苗・市島謙吉訂正増補（訂正増補第5版）、博文堂、1892年5月。全国書誌番号:40023393。
  - 明治文化研究会 編『国憲汎論』日本評論社〈明治文化全集 第28巻〉、1968年6月。全国書誌番号:51001969。
- 『民法之骨』 上篇、東洋館、1884年12月。全国書誌番号:40026065。
- 『東洋論策』東洋館、1885年5月。全国書誌番号:40020108。
- 福島, 正夫、中村, 吉三郎、佐藤, 篤士 解説 編『国憲論綱・羅瑪律要』早稲田大学比較法研究所〈早稲田大学比較法研究所叢書 第6号〉、1974年7月。全国書誌番号:72004607。

### 遺稿集・全集

#### 東洋遺稿（高田早苗編）
- 高田早苗 編『東洋遺稿』 上巻、冨山房、1887年6月。全国書誌番号:40020104。

収録：条約改正論、民間衰頽論、勤王論
- 高田早苗 編『東洋遺稿』 下巻、冨山房、1887年6月。全国書誌番号:40020104。

収録：日本財政論

#### 小野梓全集（西村真次編）
- 西村真次 編『小野梓全集』 上巻、冨山房、1936年5月。全国書誌番号:46046298 全国書誌番号:51008023。

収録：民法之骨、東洋遺稿上巻、東洋遺稿下巻、東洋論策
- 西村真次 編『小野梓全集』 下巻、冨山房、1936年5月。全国書誌番号:46046298 全国書誌番号:51008023。

収録：東洋雑稿（20篇）、東洋書翰（21通、参考1通）、東洋詩文（詩51篇、文5編）、東洋原稿（15篇）、留客斎日記

#### 小野梓全集（早稲田大学大学史編集所編）
- 早稲田大学大学史編集所 編『小野梓全集』 第1巻、早稲田大学出版部、1978年6月。全国書誌番号:83011475。

収録：国憲汎論
- 早稲田大学大学史編集所 編『小野梓全集』 第2巻、早稲田大学出版部、1979年9月。全国書誌番号:79033766。

収録：羅瑪律要、民法之骨、国憲関係論策（4編）
- 早稲田大学大学史編集所 編『小野梓全集』 第3巻、早稲田大学出版部、1980年4月。全国書誌番号:80024745。

収録：思想関係論策（9編）、政治外交関係論策（78編）、法律関係論策（13編）
- 早稲田大学大学史編集所 編『小野梓全集』 第4巻、早稲田大学出版部、1981年3月。全国書誌番号:81029014。

収録：東洋論策、財政経済関係論策（49編）、学問教育関係論策（17編）、宗教関係論策（12編）、社会関係論策（19編）、雑（16編）、大隈公政略記
- 早稲田大学大学史編集所 編『小野梓全集』 第5巻、早稲田大学出版部、1982年3月。全国書誌番号:82044631。

収録：社会活動関係資料（共存同衆29編、立憲改進党11編、東洋館書店3編）、詩・歌・語・物語（詩74編、歌2編、語14編、物語1編）、書翰（80通、参考2通）、自伝・履歴・願書（自伝1編、履歴4通、願書4通）、留客斎日記
- 早稲田大学大学史編集所 編『小野梓全集』 別冊、早稲田大学出版部、1982年3月。全国書誌番号:82044632。

収録：補遺、正誤補訂表、総目次、年譜、著作目録、欧文書名索引、人名索引